# Врач страховой кассы
«Врач страховой кассы» (итал. Il medico della mutua) — итальянский комедийный фильм 1968 года режиссера Луиджи Дзампа, с Альберто Сорди в главной роли. Фильм снят по одноименному роману Джузеппе Д’Агата.

## Сюжет
Гвидо Терсилли — молодой, амбициозный выпускник медицинского университета. Он не думает об этике, чтобы сделать быструю карьеру. Фильм может считаться почти документальным, он был столь острой критикой безнравственности итальянской медицины, что итальянская медицинская ассоциация резко возразила. Фильм критикует состояние итальянской медицины в начале 1970-х годов, так как позже система «страховой медицины» была отменена в Италии.

## В ролях
- Альберто Сорди — врач Гвидо Терсини
- Сара Франчетти — Тереза
- Эвелин Стюарт — Анна Мария
- Нанда Примавера — мать Гвидо
- Биче Валли — Амелия, вдова
- Леопольдо Триесте — Пьетро
- Франко Скандура — врач Буи
- Клаудио Гора — главный врач
- Пупелла Маджо ─ первая пациентка